# Liste des navires de l'United States Navy : I-K
Cet article contient la liste de tous les bateaux de la Marine des États-Unis dont le nom commence par les lettres I à K.

## I
- USS I. J. Merritt (ID-3780)

### Ib-Im
- USS Ibex (1863, IX-119)
- USS Ibis (SP-3051, AM-134)
- USS Ice Boat (1861)
- USS Ice King (ID-3160)
- USS Icefish (SS-367)
- USS Ida (1863)
- USS Idaho (1864, BB-24, SP-545, BB-42)
- USS Idalis (SP-270)
- USS Ideal (AMc-85)
- USS Idealia (SP-125)
- USS Idylease (SP-119)
- USS Illinois (1864, BB-7/IX-15, BB-65, SSN-786)
- USS Illusive (AM-243, AM-448/MSO-448)
- USS Imbue (AM-244)
- USS Impeccable (AM-320/MSF-320, T-AGOS-23)
- USS Imperator (ID-4080)
- USS Impervious (AM-245, AM-449/MSO-449)
- USS Impetuous (PC-454/PYc-46)
- USS Implicit (AM-246, AM-455/MSO-455)
- USS Improve (AM-247)
- USS Impulse (PG-68)

### In
- USS Inaugural (AM-242/MSF-242)
- USS Inca (1898, 1911, SP-1212, SP-3219, IX-229)
- USS Incessant (AM-248)
- USS Inch (DE-146)
- USS Inchon (LPH-12/MCS-12)
- USS Incredible (AM-249/MSF-249)
- USS Independence (1776 brig, 1776 sloop, 1814, SP-3676, CV-22/CVL-22, CVA-62/CV-62, LCS-2)
- USS India (1861 stone fleet)
- USS Indian (1906)
- USS Indian Island (AG-77/AKS-25)
- USS Indiana (BB-1, 1898, BB-50, BB-58, SSN-789)
- USS Indianapolis (ID-3865, CA-35, SSN-697, LCS-17)
- USS Indianola (1862)
- USS Indicative (AM-250/MSF-250)
- USS Indien (1778)
- USNS Indomitable (T-AGOS-7)
- USS Indra (ARL-37)
- USS Indus (AKN-1)
- USS Industry (AMc-86)
- USS Inflict (AM-251, AM-456/MSO-456)
- USS Ingersoll (DD-652, DD-990)
- USS Inglis (DE-525)
- USS Ingraham (DD-111/DM-9, DD-444, DD-694, FFG-61)
- USS Inman (DE-526)
- USS Ino (1861)
- USS Instill (AM-252/MSF-252)
- USS Insurgent (1799)
- USS Integrity (BAT-4, T-AGOS-24)
- USS Intelligent Whale (1869)
- USS Intensity (PG-93)
- USS Interceptor (YAGR-8/AGR-8)
- USS Interdictor (YAGR-13/AGR-13)
- USS Interpreter (AGR-14)
- USS Interrupter (AGR-15)
- USS Intrepid (1798, 1874, 1904, CV-11/CVA-11/CVS-11, T-AGOS-17)
- USS Intrigue (AM-253/MSF-253)
- USS Invade (AM-254/MSF-254)
- USS Inver (PG-101)
- USS Investigator (YAGR-9/AGR-9)
- USS Invincible (SP-3671, T-AGOS-10/T-AGM-24)

### Io-Iz
- USS Iolanda (AKS-14)
- USS Iolite (PYc-24, PYc-41)
- USS Iona (YT-107, YT-220/YTB-220/YTM-220)
- USS Ionie (1859)
- USS Ionita (SP-388)
- USS Iosco (1864)
- USS Iowa (1864, BB-4/IX-6, BB-53, BB-61)
- USS Iowan (ID-3002)
- USS Ipswich (PC-1186)
- USS Ira Jeffery (DE-63/APD-44)
- USS Iredell (APA-242)
- USS Iredell County (LST-839)
- USS Irene Forsyte (IX-93)
- USS Irex (SS-482/AGSS-482)
- USS Iris (1847, 1863, 1869, 1885, 1897)
- USS Iro (SP-2679)
- USS Iron Age (1862)
- USS Iron County (LST-840)
- USS Ironsides Jr. (1863)
- USS Ironwood (YN-67)
- USS Iroquois (1859, AT-46)
- USS Irwin (DD-794)
- USS Isaac N. Seymour (1860)
- USS Isaac Smith (1851)
- USS Isabel (SP-521/PY-10)
- USS Isabela (1911, SP-1035)
- USS Isanti (1918, SP-3423)
- USS Isherwood (DD-284, DD-520)
- USS Isilda (1861)
- USS Isis (1902)
- USS Isla de Cuba (1886)
- USS Isla de Luzon (1887)
- USS Island Belle (1861)
- USS Isle of Surry (SP-1860)
- USS Isle Royale (AD-29)
- USS Isonomia (1864)
- USS Israel (DD-98/DM-3)
- USS Itara (YT-391/YTB-391/YTM-391)
- USS Itasca (1861, SP-810)
- USS Itasca II (SP-803)
- USS Itty E (SP-952)
- USS Iuka (1864, AT-37/ATO-37, AT-123/ATA-123, YTB-819)
- USS Ivy (1862, 1904, WAGL-329/WLB-329)
- USS Iwana (YT-2/YTM-2, YT-272)
- USS Iwo Jima (CV-46, LPH-2, LHD-7)
- USS Izard (DD-589)

## J
- USS J. A. Palmer (SP-319)
- USS J. Alvah Clark (SP-1248)
- USS J. B. Walker (ID-1272)
- USS J. C. Kuhn (1859)
- USS J. Douglas Blackwood (DE-219)
- USS J. Franklin Bell (AP-34/APA-16)
- USS J. Fred Talbott (DD-156/AG-81)
- USS J. J. Crittenden (1862)
- USS J. M. Guffey (ID-1279)
- USS J. M. Woodworth (YT-137)
- USS J.R.Y. Blakely (DE-140)
- USS J. Reyner & Son (SP-869)
- USS J. Richard Ward (DE-243)
- USS J. W. McAndrew (AP-47)
- USS J. W. Wilder (1859)
- USS J. William Ditter (DD-751/DM-31/MMD-31)

### Ja
- USS Jacamar (AMc-47, AMCU-25)
- USS Jacana (AMS-193/MSC-193)
- USS Jaccard (DE-355)
- USS Jack (SS-259, SSN-605)
- USS Jack C. Robinson (DE-671/APD-72)
- USS Jack Miller (DE-410)
- USS Jack W. Wilke (DE-800)
- USS Jack Williams (FFG-24)
- USS Jackal (1823)
- USS Jackdaw (AMS-21/MSC(O)-21, AM-368, AM-402)
- USS Jackson (LCS-6)
- USS Jacksonville (SSN-699)
- USS Jacob Bell (1842)
- USS Jacob Jones (DD-61, DD-130, DE-130)
- USS Jacona (YFP-1)
- USS Jade (PY-17)
- USS Jaguar (IX-120)
- USS Jallao (SS-368)
- USS Jamaica (AVG-43/ACV-43/CVE-43)
- USS James Adger (1851)
- USS James C. Owens (DD-776)
- USS James E. Craig (DE-201)
- USS James E. Kyes (DD-787)
- USS James E. Robinson (AK-274)
- USS James E. Williams (DDG-95)
- USS James Guthrie (1881)
- USS James H. Clark (SP-759)
- USS James K. Paulding (DD-238)
- USS James K. Polk (SSBN-645/SSN-645)
- USS James L. Davis (1861)
- USS James M. Gilliss (AGS-13/AGSC-13/AMCU-13/MHC-13, T-AGOR-4)
- USS James Madison (1807, SSBN-627)
- USS James Monroe (SSBN-622)
- USS James O'Hara (APA-90/T-AP-179)
- USS James Parker (AP-46)
- USS James River (SP-861, LSM(R)-510)
- USS James S. Chambers (1861)
- USS James Wooley (YT-45)
- USS Jamestown (1844, PG-55/AGP-3, AG-166/AGTR-3)
- USS Jan Van Nassau (1913)
- USS Jane II (SP-1188)
- USS Janssen (DE-396)
- USS Jarrett (FFG-33)
- USS Jarvis (DD-38, DD-393, DD-799)
- USS Jasmine (1863)
- USS Jason (1869, AC-12/AV-2, ARH-1/AR-8)
- USS Jason Dunham (DDG-109)
- USS Jasper (PYc-13, PC-486)
- USS Java (1815)
- USS Jawfish (SS-356)
- USS Jaydee III (SP-692)

### Je-Ji
- USS Jean (ID-1308)
- USS Jean Sands (1863)
- USS Jeannette (1878, SP-149)
- USS Jeannette Skinner (ID-1321)
- MV Jeb Stuart (AK-9204)
- USS Jeff Davis (1862)
- USS Jeffers (DD-621/DMS-27)
- USS Jefferson (1802, 1814, 1833)
- USS Jefferson City (SSN-759)
- USS Jefferson County (LST-845)
- USS Jekyl (AG-135/AKL-6)
- USS Jenkins (DD-42, DD-447/DDE-447)
- USS Jenks (DE-665/APD-67)
- USS Jennings County (LST-846)
- USS Jerauld (APA-174)
- USS Jerome County (LST-848)
- USS Jerry Briggs (1918)
- USS Jersey (1776)
- USS Jessamine (1881, SP-438)
- USS Jesse L. Brown (DE-1089/FF-1089/FFT-1089)
- USS Jesse Rutherford (DE-347)
- USS Jet (PYc-20)
- USS Jewell (YFB-22)
- USS Jicarilla (AT-104/ATF-104)
- USS Jimetta (SP-878)
- USS Jimmy Carter (SSN-23)

### Jo
- USS Joanna (SP-1963)
- USS Jobb (DE-707)
- USS John A. Bole (DD-755, DD-783)
- USS John A. Moore (FFG-19)
- USS John Adams (1799, SSBN-620)
- USS John Alexander (1861)
- USS John B. Hinton (SP-485)
- USS John Blish (AGS-10/AGSC-10)
- USS John C. Butler (DE-339)
- USS John C. Calhoun (SSBN-630)
- USS John C. Stennis (CVN-74)
- USS John Clay (1919)
- USS John Collins (1919)
- USS John D. Edwards (DD-216)
- USS John D. Ford (DD-228/AG-119)
- USS John D. Henley (DD-553)
- USS John Day River (LSM(R)-511)
- USS John Dunkin (1919)
- USNS John Ericsson (T-AO-194)
- USS John F. Hartley (1874)
- USS John F. Kennedy (CVA-67/CV-67, CVN-79)
- USS John Finn (DDG-113)
- USS John Fitzgerald (1919)
- USS John Francis Burnes (DD-299)
- USS John G. Olsen (SP-2377)
- USNS John Glenn (T-MLP-2)
- USS John Graham (1919)
- USS John Griffith (1861)
- USS John Hancock (1850, DD-981)
- USS John Hood (DD-655)
- USS John J. Powers (DE-528)
- USS John J. Van Buren (DE-753)
- USS John King (DD-953/DDG-953/DDG-3)
- USS John L. Clem (AP-36)
- USS John L. Hall (FFG-32)
- USS John L. Lawrence (YT-38)
- USS John L. Lockwood (1854)
- USS John L. Sullivan (YAG-37)
- USS John L. Williamson (DE-370)
- USS John Land (AP-167)
- USNS John Lenthall (T-AO-189)
- USS John M. Bermingham (DE-530)
- USS John M. Connelly (SP-2703)
- USS John M. Howard (IX-75)
- USS John Marshall (YAG-45, SSBN-611/SSN-611)
- USNS John McDonnell (T-AGS-51)
- USS John McHale (1864)
- USS John Mitchell (1864)
- USS John P. Gray (DE-673/APD-74)
- USS John P. Jackson (1860)
- USS John P. Kennedy (1853)
- USS John P. Murtha (LPD-26)
- USS John Paul Jones (DD-932/DDG-32, DDG-53)
- USS John Paul, Jr. (1861)
- USS John Penn (AP-51/APA-23)
- USS John Q. Roberts (DE-235/APD-94)
- USS John R. Craig (DD-885)
- USS John R. Perry (DE-1034)
- USS John R. Pierce (DD-753)
- USS John Rodgers (1917, DD-574, DD-983)
- USS John S. McCain (DD-928/DL-3/DDG-36, DDG-56)
- USS John Sealey (SP-568)
- USS John Stevenson (YAG-50)
- USS John W. Crittenden (ID-3224)
- USS John W. Thomason (DD-760)
- USS John W. Weeks (DD-701)
- USS John Warner (SSN-785)
- USS John Willis (DE-1027)
- USS John Young (DD-973)
- USS Johnnie Hutchins (DE-360)
- USS Johnson County (LST-849)
- USS Johnston (DD-557, DD-821)
- USS Johnstown (AGM-20)
- USS Joint Venture (IX-532)
- USS Jolly Roger (SP-1031)
- USS Jonas Ingram (DD-938)
- USS Jones (1814)
- USS Jonquil (1863, WAGL-330/WLB-330)
- USS Jordan (DE-204)
- USS Joseph Cudahy (ID-1562)
- USS Joseph E. Campbell (DE-70/APD-49)
- USS Joseph E. Connolly (DE-450)
- USS Joseph F. Bellows (SP-323)
- USS Joseph Hewes (AP-50, DE-1078/FF-1078/FFT-1078)
- USS Joseph Holt (1942)
- USS Joseph K. Taussig (DE-1030)
- USS Joseph M. Auman (DE-674/APD-117)
- USS Joseph M. Clark (SP-1244)
- USS Joseph P. Kennedy, Jr. (DD-850)
- USS Joseph Strauss (DDG-16)
- USS Joseph T. Dickman (AP-26/APA-13)
- USS Josephine (SP-913, SP-1243, SP-3295)
- USS Josephine H. II (SP-245)
- USS Josephus (SP-3065)
- USS Josephus Daniels (DLG-27/CG-27)
- USS Joshua Humphreys (T-AO-188)
- USS Josiah Willard Gibbs (T-AGOR-1)
- USS Jouett (DD-41, DD-396, DLG-29/CG-29)
- USS Joy (SP-643)
- USS Joyance (SP-72)
- USS Joyce (DE-317/DER-317)

### Ju
- USS Jubilant (AM-255/MSF-255)
- USS Jubilee (1861)
- USS Judge Torrence (1862)
- USS Julia (1812, 1863)
- USS Julia Hamilton (SP-1460)
- USS Julia Luckenbach (ID-2407)
- USS Juliet (1862)
- USS Juliette W. Murray (1918)
- USS Julius A. Furer (DEG-6/FFG-6)
- USS Julius A. Raven (DE-600/APD-110)
- USS Junaluska (YT-176/YTB-176/YTM-176)
- USS Juneau (CL-52, CL-119/CLAA-119, LPD-10)
- USS Juniata (1862, SP-602, IX-77)
- USS Juniata County (LST-850)
- USS Juniper (1864, 1903, YN-15)
- USS Jupiter (AC-3, AK-43/AVS-8, T-AKR-11)
- USS Justice (BATR-20, YP-678)
- USS Justin (1898, IX-228)

## K
- USS K-1 (SS-32, SSK-1)
- USS K-2 (SS-33, SSK-2)
- USS K-3 (SS-34, SSK-3)
- USS K-4 (SS-35)
- USS K-5 (SS-36)
- USS K-6 (SS-37)
- USS K-7 (SS-38)
- USS K-8 (SS-39)
- USS K. I. Luckenbach (ID-2291)

### Ka
- USS Kabout (YT-221/YTB-221)
- USS Kadashan Bay (AVG-76/ACV-76/CVE-76/CVU-76/AKV-26)
- USS Kailua (IX-71)
- USS Kaiser Wilhelm II (ID-3004)
- USS Kaiserin Auguste Victoria (1905)
- USS Kaita Bay (AVG-78/ACV-78/CVE-78)
- USS Kajeruna (SP-389)
- USS Kakarna (YTM-393)
- USS Kalamazoo (1863, AOG-30, AOR-6)
- USS Kalinin Bay (AVG-68/ACV-68/CVE-68)
- USS Kalispell (YTB-784)
- USS Kalk (DD-170, DD-611)
- USS Kalmia (1863, AT-23/ATO-23, ATA-184)
- USS Kaloli (AOG-13)
- USS Kamehameha (SSBN-642/SSN-642)
- USS Kamesit (1919)
- USS Kamishak (AVP-44)
- USS Kanaka (YT-151)
- USS Kanalku Bay (CVE-77)
- USS Kanawha (1861, 1896, AO-1, SP-169, AOG-31, T-AO-196)
- USS Kanawha II (SP-130)
- USS Kane (DD-235/APD-18, T-AGS-27)
- USS Kane County (LST-853)
- USS Kangaroo (SP-1284/1917, IX-121)
- USS Kanised (SP-439)
- USS Kankakee (AO-39)
- USS Kansas (1863, BB-21)
- USS Kansas City (CA-128, AOR-3, LCS-22)
- USS Kapvik (YO-155)
- USS Karibou (SP-200)
- USS Karin (AF-33)
- USS Karnes (APA-175)
- USS Kasaan Bay (ACV-69/CVE-69/CVHE-69)
- USS Kaskaskia (AO-27)
- USS Kasota (YT-222/YTB-222/YTM-222)
- USS Katahdin (1861, 1893)
- USS Kate (1864)
- USS Katherine (SP-715)
- USS Katherine K. (SP-220)
- USS Katherine W. Cullen (1903)
- USS Kathrich II (SP-148)
- USS Katie (SP-660)
- USS Katlian (YN-48/YNT-16)
- USS Katrina (SP-1144)
- USS Katrina Luckenbach (ID-3020)
- USS Katydid (SP-95)
- USS Kauffman (FFG-59)
- USS Kaukauna (YTM-749)
- USS Kaula (AG-33)
- USS Kaweah (AO-15)
- USS Kawishiwi (AO-146)

### Ke
- USS Kearny (DD-432)
- USS Kearsarge (1861, BB-5/AB-1, CV-12, CV-33/CVA-33/CVS-33, LHD-3)
- USS Keats (DE-278)
- USS Keith (DE-241)
- USNS Kellar (T-AGS-25)
- USS Kelso (PC-1170)
- USS Kemah (SP-415)
- USS Kemper County (LST-854)
- USS Kempthorne (DE-279)
- USS Kendall C. Campbell (DE-443)
- USS Kendrick (DD-612)
- USS Kenmore (AP-62, AP-162/AK-221)
- USS Kennebago (AO-81/T-AO-81)
- USS Kennebec (1861, AO-36)
- USS Kennedy (DD-306)
- USS Kennesaw (YTB-255)
- USS Kenneth D. Bailey (DE-552, DD-713/DDR-713)
- USS Kenneth L. McNeal (SP-333)
- USS Kenneth M. Willett (DE-354)
- USS Kenneth Whiting (AV-14)
- USS Kennison (DD-138/AG-83)
- USS Kenosha (1867, AK-190)
- USS Kensington (1861, 1862)
- USS Kent (AP-28)
- USS Kent County (LST-855)
- USS Kent Island (AG-78/AKS-26)
- USS Kenton (APA-122)
- USS Kentuckian (ID-1544)
- USS Kentucky (1862, BB-6, BB-66, SSBN-737)
- USS Kenwood (1863, IX-179)
- USS Keokuk (1862, CMc-6/AN-5/CM-8/AKN-4, YTB-771)
- USS Keosanqua (AT-38/ATO-38, ATA-198)
- USS Keosauqua (1864)
- USS Kephart (DE-207/APD-61)
- USS Keppler (DE-311, DE-375, DD-765/DDE-765)
- USS Keresan (ID-1806)
- USS Keresaspa (ID-1484)
- USS Kerkenna (1900)
- USS Kerlew (ID-1325)
- USS Kermanshah (ID-1473)
- USS Kermit Roosevelt (ARG-16)
- USS Kermoor (1907)
- USS Kern (AOG-2/T-AOG-2)
- USS Kerowlee (1901)
- USS Kerrville (PC-597)
- USS Kershaw (APA-176)
- USS Kerstin (AF-34)
- USS Kerwood (ID-1489)
- USS Keshena (YN-37/YNT-5/YTM-731)
- USS Kestrel (AMc-5/IX-175, AMCU-26/MHC-26)
- USS Kestrel II (SP-529)
- USS Ketchikan (YTB-795)
- USS Kete (SS-369)
- USS Kewaunee (PC-1178/PCC-1178, YTM-752)
- USS Kewaydin (1864, 1869, AT-24/ATO-24)
- USS Keweenaw (AVG-44/ACV-44/CVE-44)
- USS Key (DE-348)
- USS Key West (1862, PG-125/PF-17, SSN-722)
- USS Keyport (YF-885)
- USS Keystone State (1853, 1904, T-ACS-1)
- USS Keywadin (1869, AT-24/ATO-24, ATA-213)

### Kh-Ki
- USS Khe Sanh (LHA-5)
- USS Kiamichi (AOG-73)
- USS Kiasutha (YT-463/YTB-463)
- USS Kickapoo (1864, AT-29)
- USS Kidd (DD-661, DD-993/DDG-993, DDG-100)
- USS Kidder (DD-319)
- USS Kilauea (AE-4, AE-26/T-AE-26)
- USS Killarney (SP-219)
- USS Killdeer (AMc-21/IX-194, AMCU-27)
- USS Killen (DD-593)
- USS Killerig (1918)
- RV Kilo Moana (T-AGOR-26) (Operated by the University of Hawaii)
- USS Kilty (DD-137/AG-20/APD-15)
- USS Kimberly (DD-80, DD-521)
- USS Kineo (1861, AT-39)
- USS King (DD-242, DL-10/DLG-10/DDG-41)
- USS King County (LST-857/AG-157)
- USS King Philip (1845)
- USS Kingbird (AMc-56/IX-176, AMS-194/MSC-194)
- USS Kingfish (SS-234)
- USS Kingfisher (1861, SP-76, AM-25/AT-135/ATO-135, MHC-56)
- USS Kingman (AKS-18/APB-47)
- USS Kingsbury (APA-177/LPA-177)
- USS Kingsmill (DE-280)
- USNS Kingsport (T-AG-164)
- USNS Kingsport Victory (T-AK-239)
- USS Kinkaid (DD-965)
- USS Kinsman (1854)
- USS Kinzer (DE-232/APD-91)
- USS Kiowa (SP-711, ID-1842, AT-72/ATF-72)
- USS Kirk (DE-1087/FF-1087)
- USS Kirkpatrick (DE-318/DER-318)
- USS Kirwin (DE-229/APD-90/LPR-90)
- USS Kishwaukee (AOG-9)
- USS Kiska (AE-35/T-AE-35)
- USS Kite (AM-75, AM-403, AMS-22/MSC(O)-22)
- USS Kitkun Bay (AVG-71/ACV-71/CVE-71)
- USS Kittanning (YTB-787)
- USS Kittatinny (1861)
- USS Kittaton (YT-406/YTB-406/YTM-406)
- USS Kittery (AK-2, PC-1201)
- USS Kittiwake (ASR-13)
- USS Kittson (APA-123)
- USS Kitty Hawk (APV-1/AKV-1, CVA-63/CV-63)

### Kl-Ky
- USS Klakring (FFG-42)
- USS Klamath (1865)
- USS Klaskanine (AOG-63)
- USS Kleinsmith (DE-376, DE-718/APD-134)
- USS Klickitat (AOG-64)
- USS Kline (DE-687/APD-120)
- USS Klondike (AD-22/AR-22)
- USS Knapp (DD-653)
- USS Knave (AM-256/MSF-256)
- USS Knickerbocker (SP-479)
- USS Knight (DD-633/DMS-40)
- RV Knorr (AGOR-15) (Operated by Woods Hole Oceanographic Institution)
- USS Knox (AP-91/APA-46, DE-1052/FF-1052)
- USS Knox Victory (AGM-7)
- USS Knoxville (PG-172/PF-64)
- USS Knudson (DE-591/APD-101/LPR-101)
- USS Kochab (AKS-6)
- USS Kodiak (LSM-161, YF-866)
- USS Koelsch (DE-1049/FF-1049)
- USS Kohi (YAG-27)
- USS Koiner (DE-331/WDE-431/DER-331)
- USS Koka (1865, AT-31, ATA-185)
- USS Koningen Der Nederlanden (1911)
- USS Konoka (YT-151/YTM-151/YTB-151)
- USS Kopara (AK-62/AG-50)
- USS Kosciusko (1858)
- USS Kraken (SS-370)
- USS Kretchmer (DE-329/WDE-429/DER-329)
- USS Krishna (ARL-38)
- USS Kroonland (ID-1541)
- USS Kukui (1917, WAK-186)
- USS Kula Gulf (CVE-108/AKV-8)
- USS Kumigan (SP-97)
- USS Kuwana II (SP-594)
- USS Kwajalein (CVE-98/CVU-98/AKV-34)
- USS Kwasind (SP-1233)
- USS Kyne (DE-744)